# Iglesia de los Santos Miguel y Solutor
La iglesia de Santi Michele e Solutore es la iglesia parroquial de Strambino, consagrada a San Michele y San Solutore. 

## Historia
Fue construido según un diseño de Carlo Andrea Rana entre 1764 y 1786, y fue consagrado en 1821 por el entonces obispo de Ivrea, Luigi Moreno. El órgano allí encontrado fue construido por Giuseppe II Serassi entre 1810 y 1812. Posteriormente fue ampliada por los propios Serassi en 1864.

## Descripción

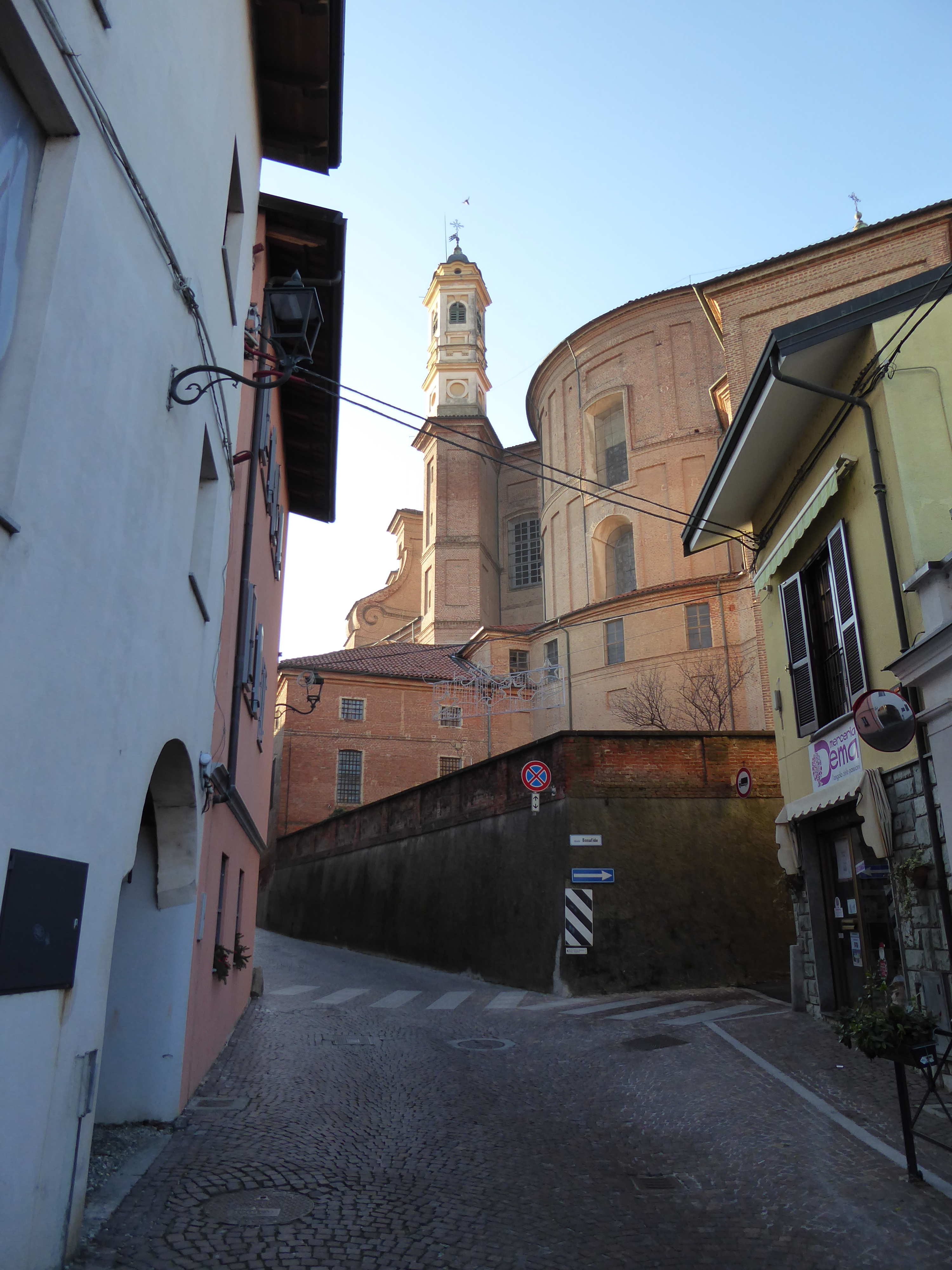
Iglesia de Strambino vista desde Corso Italia
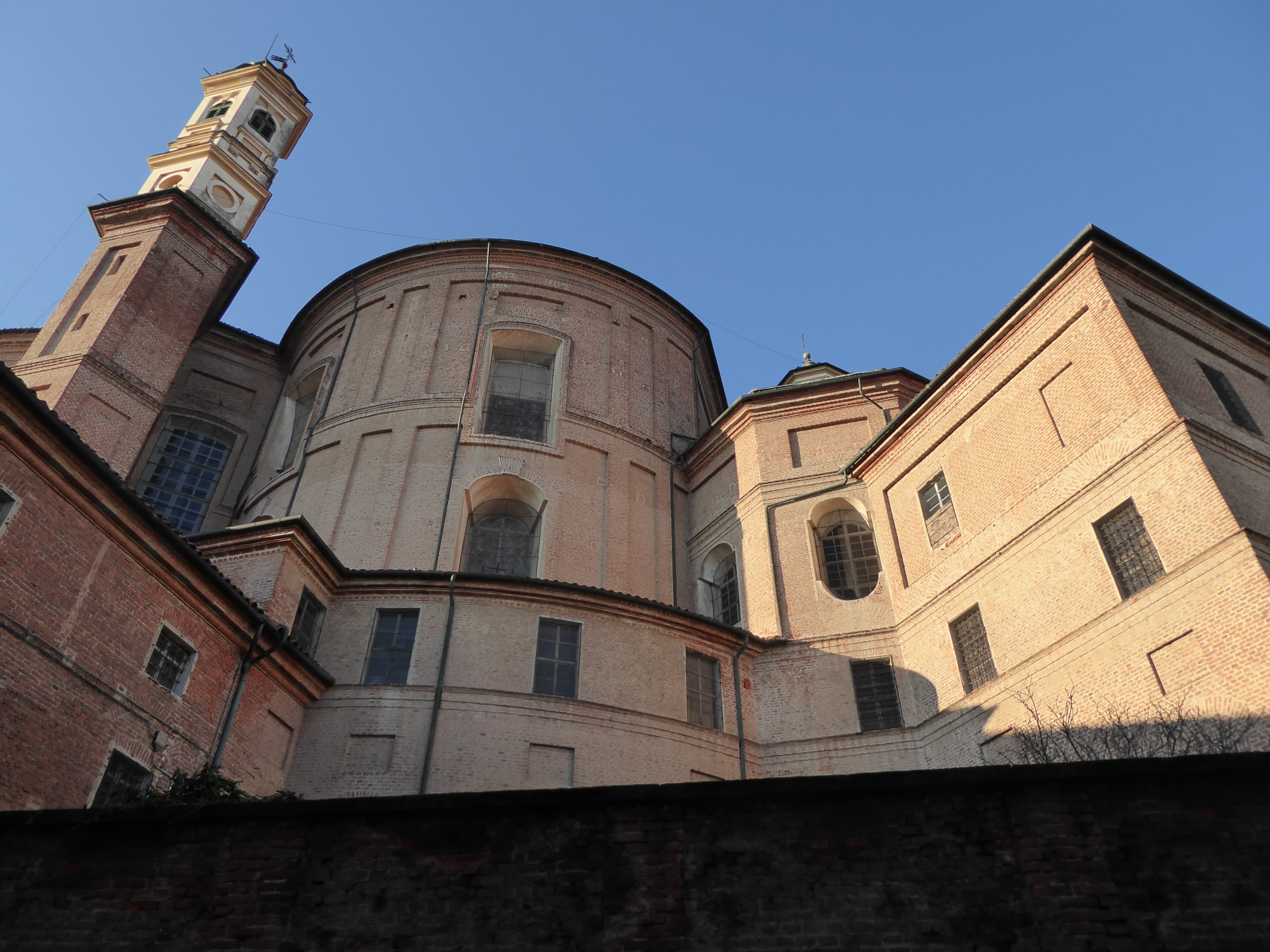
Aspecto imponente y militar de la iglesia.
- Rediseño del plano original de la iglesia por el arquitecto ingeniero Rana (Archivo Estatal de Turín)
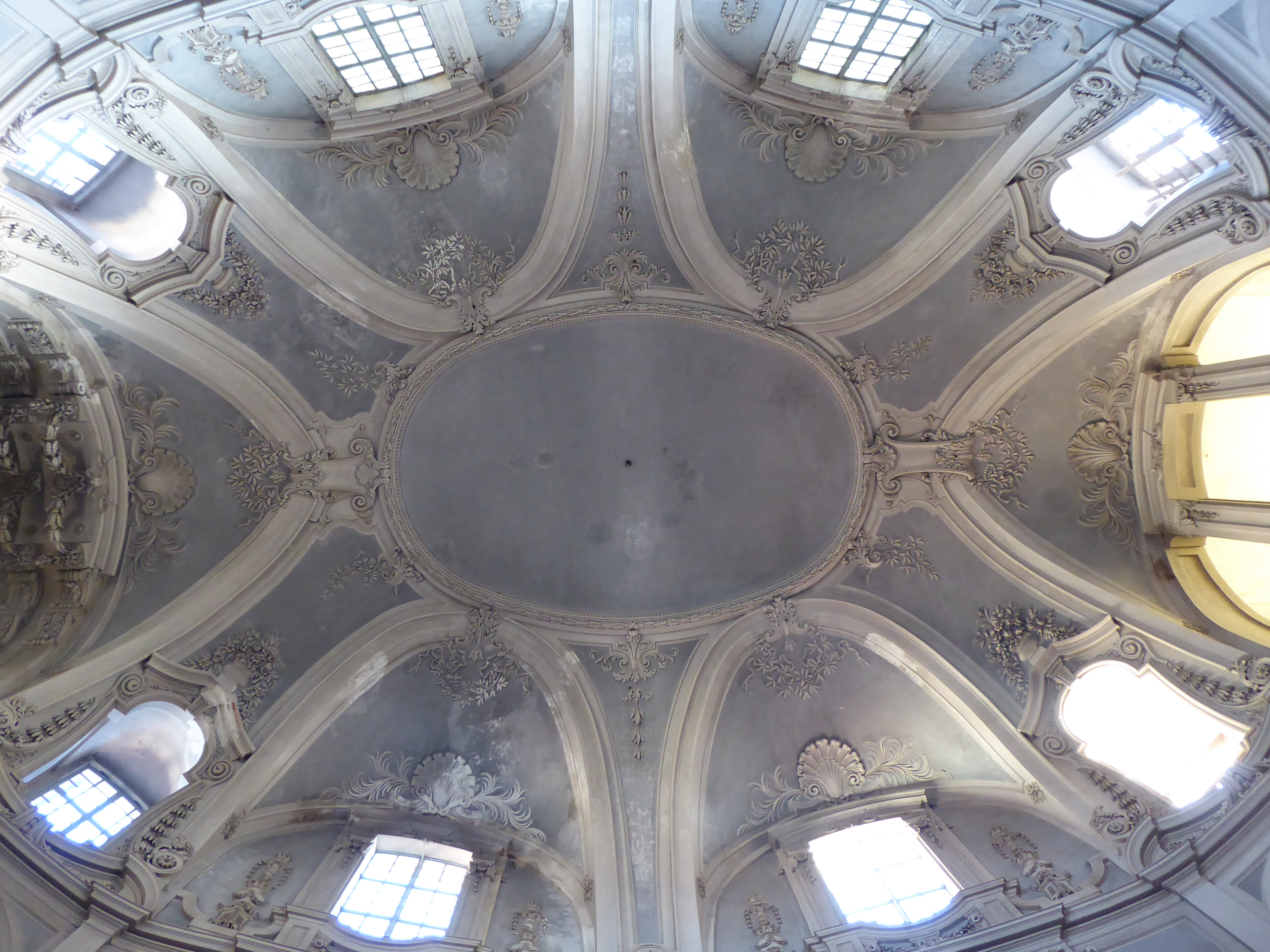
Bóveda de la sala principal

La planta de la iglesia de Strambino es una mezcla de varias formas: la parte central es un polígono elíptico alargado, en cuyos extremos se encuentran:
- a un lado el vestíbulo, dividido en tres espacios rectangulares, y sobre el que se apoya la orquesta;- al otro lado el presbiterio de planta circular seguido de la capilla octogonal de la Virgen del Rosario. Este último, muy venerado por los Strambinese, está situado en un nivel más alto que el altar mayor, ya que se encuentra encima de una cripta. A esta última capilla se accede a través de dos escaleras de medio punto de inspiración guarini, situadas a los lados del presbiterio circular, al igual que en la Catedral de Turín se sube a la Capilla de la Sábana Santa.
La sucesión de estos diferentes esquemas (rectangular, elíptico, circular y octogonal) genera un amplio y armonioso movimiento de espacios que, a pesar de su diversidad, forman un todo unitario. La planta elíptica elegida por el arquitecto para la parte central le permitió obtener, junto con las capillas laterales, fuertes juegos de claroscuros y un amplio despliegue de líneas curvas, dando un movimiento inusual a la grandiosa tipología de una sola habitación en la planta central.
El exterior de la iglesia muestra todo el poder del arquitecto militar Rana. La poderosa y rústica estructura de las formas de ladrillo visto crea robustas áreas de sombra esculpidas por cuerpos salientes y ventanas profundas. Sin embargo, cada nota de pesadez se anula en una exaltación de la verticalidad que lleva la mirada hacia arriba, donde el movimiento está puntuado por las espirales de los contrafuertes.
El contraste entre el exterior con sus severas estructuras periféricas y el interior con su inventiva imaginación decorativa podría sugerir que Rana sería un arquitecto que prestó más atención al interior que al exterior. Pero las formas rigurosas del exterior, que ciertamente no sugieren el refinamiento del interior, dan la medida del equilibrio perfecto de un artista sin olvidar la profunda cultura barroca.

### La Rana
Según algunos, la planta de la iglesia tiene la forma de una rana, lo que sugiere un ingenioso truco heráldico, que convierte a la iglesia en el gigantesco escudo de armas de su arquitecto, Carlo Rana. La iglesia tiene un cuerpo con patas pequeñas, igual que la rana, excepto cuando salta. Así el hocico sería el presbiterio, con los ojos saltones. Y las dos patas delanteras se encuentran rodeando la capilla absidal. 
En el Archivo Estatal de Turín se puede consultar un bonito plano de la iglesia firmado por el arquitecto Rana, que se reproduce aquí. No está fechado con precisión y evidentemente no utiliza el sistema métrico sino el sistema de medidas vigente en el Piamonte en aquella época, utilizando, entre otras cosas, catapultas y pies.